# Ángel María Garibay
 (juillet 2023).
Si vous disposez d'ouvrages ou d'articles de référence ou si vous connaissez des sites web de qualité traitant du thème abordé ici, merci de compléter l'article en donnant les références utiles à sa vérifiabilité et en les liant à la section « Notes et références ».
Ángel María Garibay Kintana, né à Toluca le 18 juin 1892 et mort à Mexico le 19 octobre 1967, est un prêtre catholique, philologue et historien mexicain, distingué notamment par ses travaux liés aux cultures préhispaniques mexicaines. Il est considéré comme l'un des spécialistes les plus remarquables de la langue et de la littérature nahuatl et a été le professeur de certains des chercheurs mexicains les plus éminents dans ce domaine.